# Pola Argentaria

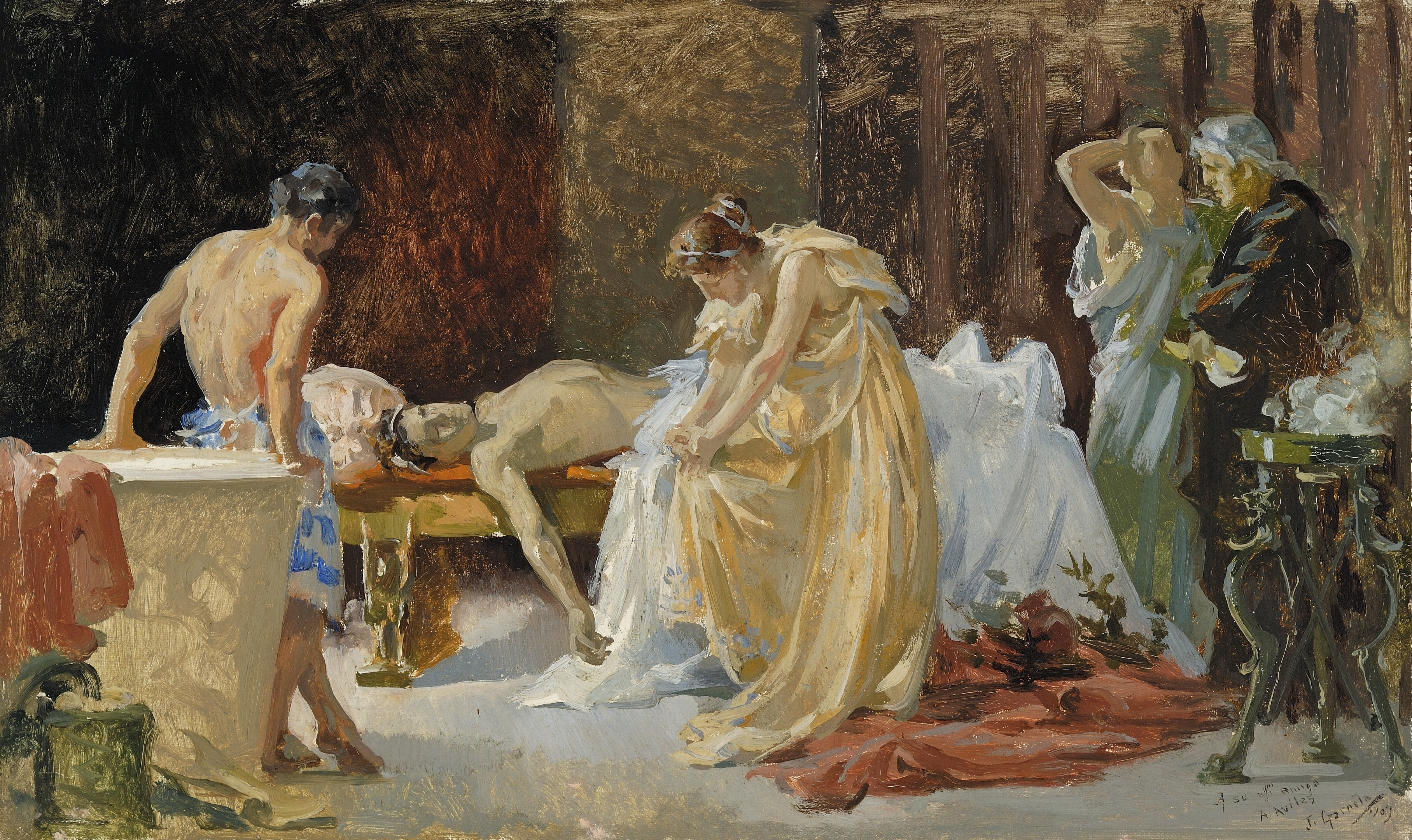
José Garnelo Alda, Estudio para La muerte de Lucano

Pola Argentaria (segunda mitad del siglo I d. C.) fue una poetisa romana de origen hispano, casada con el laureado poeta Marco Anneo Lucano, autor de la epopeya histórica Farsalia, en diez libros de hexámetros.

## Biografía
Los escasos datos que se han conservado sobre esta figura se deben a los poetas Publio Papinio Estacio y Marco Valerio Marcial, quienes le consagraron varios poemas consolatorios tras la desastrada y prematura muerte de su marido (el año 65 d. C.), el poeta épico Lucano, implicado, al igual que su tío Séneca, en la conjura de Pisón contra el emperador Nerón, el último de la dinastía Claudia, pues este los había condenado a ser ejecutados o a suicidarse. Lucano se dejó desangrar y ella misma también tomó esa decisión, que fue impedida por su servidumbre. Era la nieta del orador Argentario e hija de Polo Argentario, miembros de una opulenta familia de libertos dedicados a los negocios de minería en Corduba (Córdoba).
Publio Papinio Estacio llama a Pola "la más querida de todas las mujeres casadas" y pone en boca de la musa Calíope en su Tebaida que cantaba y componía versos. Marcial escribió tres epigramas para el día en que celebraba Pola el nacimiento de su marido, obligado a suicidarse a los 26 años. Juan de Iriarte tradujo uno:
¿Por qué de nadie tocadas / tu amor guirnaldas me envía? / Más quisiera, Pola mía, / rosas de tu mano ajadas.
Pero seguramente esta Pola es una homónima. Ya sin duda es Pola Argentaria la aludida por Marcial en los otros dos:
Haec est illa dies, quae magni conscia partus / Lucanum populis et tibi, Polla, dedit. / Heu! Nero crudelis nullaque inuisior umbra, / debuit hoc saltem non licuisse tibi - Día es este en que, consciente de un gran nacimiento, nos dio a Lucano y a ti, Pola. ¡Ah, cruel Nerón! Ninguna culpa más odiada: este crimen, al menos, nunca te debería haber sido permitido cometer (Marcial, VII, 21).
Phoebe, veni, sed quantus eras, cum bella tonanti / ipse dares Latiae plectra secunda lyrae. / Quid tanta pro luce precer? Tu, Polla, maritum / saepe colas et se sentiat ille coli - Ven, Febo, pero ven como el gran dios que eras cuando regalaste el segundo plectro de la lira latina al poeta que hace tronar las guerras. ¿Qué oración debo hacer para día tan grandioso? Que tú, Polla, celebres a menudo a tu marido y que él lo celebre. (Marcial, VII, 2).
Pola ya no se volvió a casar y conservó la obra cumbre de su marido, La Farsalia, una epopeya incompleta en diez cantos que narra la guerra civil entre Julio César y Pompeyo, que solo pudo editar en la época de los Flavios a causa de la persecución de Nerón, envidioso de su talento poético; entonces alcanzó un éxito enorme. Se cree, por otra parte, que ella compuso la siguiente elegía al fallecimiento de Lucano:
Esposo mío, hoy han muerto contigo la justicia y la poesía; / esto se ha grabado con fuego y con dolor en mi memoria: / mi corazón que sangra junto al tuyo; / tu rostro amado, rosa tanto más blanca / cuanto más se teñía de púrpura tu lecho.
Algunas Vitae de Lucano y el tardío poeta Sidonio Apolinar afirman que Estacio se casó con Pola tras la muerte de su primer marido y que ella había colaborado en la redacción, corrección y edición de La Farsalia, más en concreto en los tres primeros libros de los diez de que consta; ambas noticias parecen más que posiblemente falsas, como ya pensaron los ilustrados Nicolás Antonio y Pedro Rodríguez Mohedano.
En el Museo de Bellas Artes de Córdoba existe el cuadro La muerte de Lucano, obra de José Garnelo Alda (1866-1944), en el que aparece Pola Argentaria.